# Alfonso López Corral
Alfonso López Corral (Navojoa, México - 1979) es un profesor universitario, investigador y escritor mexicano, conocido por ser el autor de las obras Aire de Caín y Musiquito del talón.

## Trayectoria
López Corral se graduó como Licenciado en Psicología por la Universidad de Sonora en 2001. Después de finalizar sus estudios de licenciatura, regresó a su natal Navojoa donde trabajó como bibliotecario para la Universidad de Sonora y como Profesor Auxiliar en la Licenciatura en Psicología del Instituto Tecnológico de Sonora. Es durante este período de su vida que produjo la mayor parte de su obra tanto académica como literaria.
Como profesor investigador en el campo de la Psicología, sus trabajos académico-científicos están mayormente enfocados al comportamiento lingüístico y a los modelos del proceso enseñanza-aprendizaje.
En su faceta como escritor, López Corral ha escrito en varios géneros literarios: poesía, cuento y novela. En el año 2005 registró su poemario "Aire de Caín" dentro del IV Concurso Nacional de Poesía "Alonso Vidal", resultando ganador. En 2013 obtuvo el Premio Nacional de Cuento Joven Comala por su obra Musiquito del talón, cuento que relata las vivencias de personajes cuyas vidas se entrelazan con el mundo del crimen organizado y el narcotráfico.
Ha colaborado con varias revistas culturales locales y nacionales, tales como Pez Banana, Replicante, Shandy, Luvina, Amarras y Diez-4 entre otras.

## Obras literarias
- Aire de Caín, Instituto Municipal de Cultura y Arte de Hermosillo, México, 2005.
- La noche estaba afuera, Tres Perros, México, 2009.
- Breve colección de relato porno, Tres perros / Shandy, México, 2011.
- Musiquito del talón, Tierra Adentro, México, 2013.
- México noir: Antología de relato criminal, Nitro / Press, México, 2016.
- LADOS B 2016 (Hombres), Nitro / Press, México, 2016.
- Cien caballos en el mar, Paraíso Perdido, México, 2017.
- Cuentistas de Tierra Adentro, Tierra Adentro, México, 2017.
- El hambre heroica. Antología de cuento mexicano, Volumen 01, Paraíso Perdido, México, 2018.
- Cartografía Ficción Verano 2020, Paraíso Perdido, México, 2020.